# Super 301
Super 301 ist die Bezeichnung des Paragraphen 301 des amerikanischen Trade Act (Handelsgesetz) von 1974 (section 301 of the Trade Act of 1974). Der Paragraph sieht Sanktionen für Staaten vor, die US-Unternehmen keinen fairen Zugang zum eigenen Markt gewähren. Beispielsweise sollte so Japan in den 1990er Jahren zur Marktöffnung gezwungen werden. Section 301 wurde mehrfach verlängert, lief aber 2002 aus.